# Michel Azama
Michel Azama (Villelongue-de-la-Salanque, 1947) es un escritor y dramaturgo francés.

## Biografía
Graduado en Filosofía y Letras en la Universidad Paul Valery de Montpellier, se forma como actor en la Escuela de Jacques Lecoq de París. Escribe su primer texto, Bled, al término de una estancia de dos años en Marruecos.
Dramaturgo y asesor literario del Centre national des écritures du spectacle - La Chartreuse. Sus obras están traducidas en varias lenguas, traduciendo él mismo sus textos al español.
Aparte de su actividad docente internacional al frente de numerosos talleres de escritura teatral en Francia, Italia, España, Colombia o Chile, ha traducido numerosos autores de expresión castellana (José Sanchis Sinisterra) y catalana (Sergi Belbel, Josep Maria Benet i Jornet).
En 2002 fue nombrado presidente de Écrivains Associés du Theatre (EAT), entidad profesional que agrupa a más de 300 dramaturgos franceses

## Obras
- Bled, 1984
- Vie et mort de Pier Paolo Pasolini, 1986
- Le Sas, 1989
- Croisades, 1989
- Iphigénie ou le Péché des dieux, 1991
- Aztèques, 1991
- Les deux terres d’Akhenaton, 1994
- Zoo de nuit, 1995
- Fait divers, 1998
- Saintes Familles, 2002.
- De Godot à Zucco : Anthologie des auteurs dramatiques de langue française 1950-2000, 2003